# ポン・デ・ケイジョ

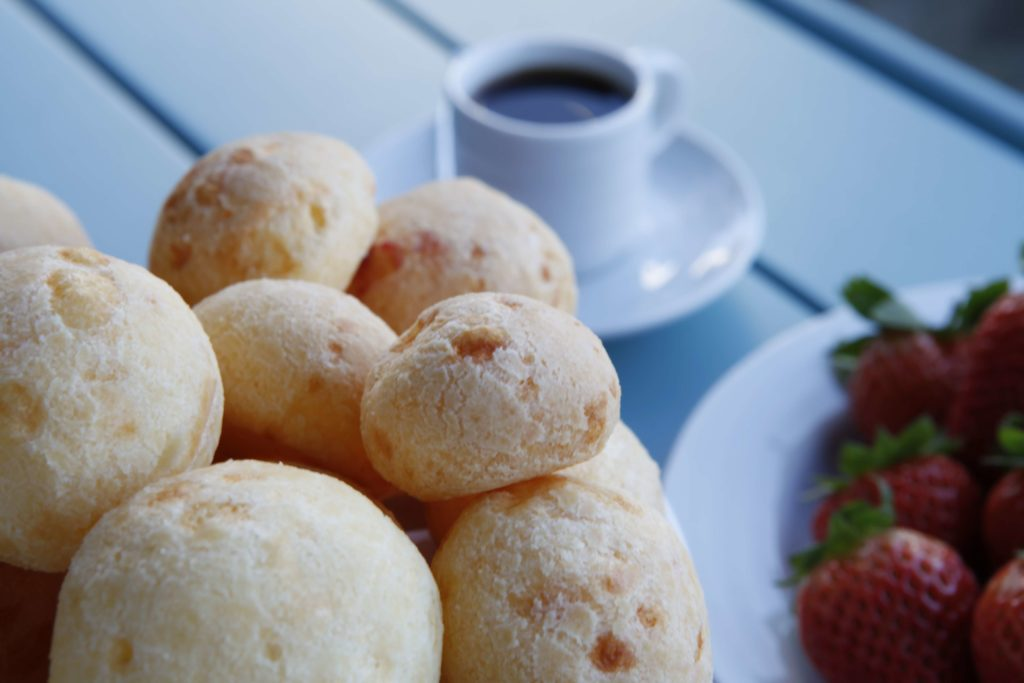
ポンデケージョ

ポン・デ・ケージョ（葡: pão de queijo、ポルトガル語発音: [ˈpɐ̃w dʒi 'kejʒʊ]）は、ブラジルのミナス・ジェライス州発祥のパンである。ポルトガル語で「チーズのパン」を意味し、日本では訳そのままにポンデケージョ及びチーズパンとも呼ばれている。

## 概要
起源がいつ頃かは定かでないが、18世紀にはすでに存在したと考えられており、1950年代頃からブラジル全土に広く普及し、今では、パン屋はもとより、街中の軽食店からバー、空港や長距離バスターミナルなど、あらゆる場所で目にする食べ物となっており、専門に扱うチェーン店も存在する。家庭でも作られ、地域差はあるが、朝食の定番のひとつとなっている。一般的に、コーヒーとの組み合わせで食べることが多い。
表面はパリっと堅く、中は柔らかいという独特の食感と味わいがある。キャッサバ芋からのタピオカ粉、鶏卵、塩、牛乳、食用油（脂肪及び植物油）、チーズを材料とし、アメリカ合衆国風チーズフレーバーのビスケットにも似る。大きさは4 - 7センチメートル程度のものが主流である。
レシピは必ずしも統一されておらず、チーズをはじめ使用する原料の種類にも影響されるため、結果的に、味と種類は多岐に及ぶ。主なバリエーションとしては、砂糖を使ったものや、その逆に塩をつかったもの、あるいは砂糖と塩の両方で味付けしたものなどもある。
ブラジルの会社により、ヨーロッパ、他のラテンアメリカ諸国、アメリカ合衆国、日本などにも進出しているブラジル発の世界商品という側面も持つ。
同様の料理は南米の他の国にもあり、ボリビアではクニャペ、アルゼンチンやパラグアイではチパと呼ばれ、いずれも庶民の食べ物として親しまれている。

## その他
- ブラジルにおいては、飛行場やポピュラーな長距離移動手段である長距離バスのターミナルでは、店が一軒でもあればたいていポンデケージョを扱っていることから、長距離移動の際の定番の食べ物のひとつとなっている。
- ブラジルの専門チェーン店であるカーザ・ド・ポンデケージョ（Casa do Pão de Queijo、「ポンデケージョ本家」の意）は、やや酸味があってなおかつ個々の味を微妙に不均衡にする独特のレシピを用いており、1990年代以降チェーン網を大きく拡大し、現在では同国有数の食品フランチャイズ店になっている。しかしながら、多くのブラジル人はこの味付けを「ファーストフード」と見なしており、より家庭的な味付けを好んでいると言われている。

## 日本での応用
日本においては、米粉や白玉粉などでの調理が試みられており、白玉粉のものがみられる。
また平成期、ダスキンが運営する日本のミスタードーナツがポン・デ・ケージョから着想を得たポン・デ・リングを発売した。